# Marcel Broodthaers
Marcel Broodthaers (Sint-Gillis, 28 januari 1924 – Keulen, 28 januari 1976) was een Belgisch dichter en beeldend kunstenaar. Hij verwierf bekendheid met surrealistische accumulaties, objecten en environments. Zijn werk is veelal triviaal, ironiserend en literair in zijn verwijzingen. Hij mengt in zijn werk conceptuele kunst, waarbij het idee belangrijker is dan het kunstwerk als object, met de gerichtheid op dagelijkse voorwerpen van het Nouveau réalisme. Daarbij is een kritische reflectie op de rol van kunst en kunstenaar in de maatschappij steeds aanwezig.

## Privéleven
Marcel Broodthaers groeide op in het Brusselse als enig kind van de Vlaamse vader Charles Emile Broodthaers en de Waalse moeder Bertha Annecour. Zijn schrijvers- en dichterstalent werd reeds op jonge leeftijd door zijn vader, een maître d'hôtel, opgemerkt. Hoewel hij meer affiniteit had met wiskunde en geschiedenis schreef hij zich in 1942 toch in als student scheikunde aan de Université Libre de Bruxelles. Zijn onweerstaanbare drang om zich te manifesteren als literair-picturaal kunstenaar deed hem zijn academische studies echter al snel stopzetten. Reeds al jongeman stond Broodthaers bekend als een introverte, eigenzinnige maar ambitieuze en kritische geest die graag vertoefde in de artistieke kringen (Achille Chavée, Paul Nougé) rond het Brusselse Paleis voor Schone Kunsten. 
In 1946 huwde Broodthaers met Reine Leyson met wie hij in datzelfde jaar een dochter krijgt. Het huwelijk houdt niet lang stand en na de echtscheiding heeft hij een relatie met Suzanne Van Hiel die hem twee kinderen schenkt. In 1962 trad Broodthaers opnieuw in het huwelijk, ditmaal met de uit het Zuid-Limburgse Cadier en Keer afkomstige Maria Gilissen (°1938), met wie hij in datzelfde jaar zijn derde dochter Marie-Puck krijgt. Omwille van zware financiële problemen zag het koppel zich vaak genoodzaakt te verhuizen, eerst in België maar na zijn veertigste ook naar het buitenland. Zo verbleef hij onder meer in Parijs, waar hij aan de kost kwam als hotelportier, fotograaf en reporter bij een persbureau. In 1970 vestigde hij zich samen met zijn vrouw en Marie-Puck in Dusseldorf waar hij werkte als correspondent van de Ateliers de Création Radiophonique van de Franse Radio- en Televisiezender ORTF. Daarna volgen nog verblijven in Londen, Berlijn en Keulen waar hij in 1976 overleed aan een twee jaar eerder ondergane mislukte leveroperatie. Broodthaers werd ter aarde besteld op de begraafplaats van Elsene. Zijn grafmonument werd gerealiseerd door de Belgische beeldhouwer Karel Van Roy.
Hoewel Maria Gilissen tijdens Broodthaers' leven steeds in de schaduw bleef als zijn amateur-fotografe en uitvoerend assistente, zou zij zich na zijn dood opwerpen als de veeleisende behoedster van de artistieke nalatenschap van haar echtgenoot. Een jaar voor zijn dood had hij zijn echtgenote, zijn trouwe metgezel "pour le meilleur et pour le pire", in een eigenhandig geschreven wilsbeschikking aangewezen als bewindvoerder om te waken over de auteursrechten, publicaties, exposities en veilingen van diens oeuvre.

## Artistiek leven

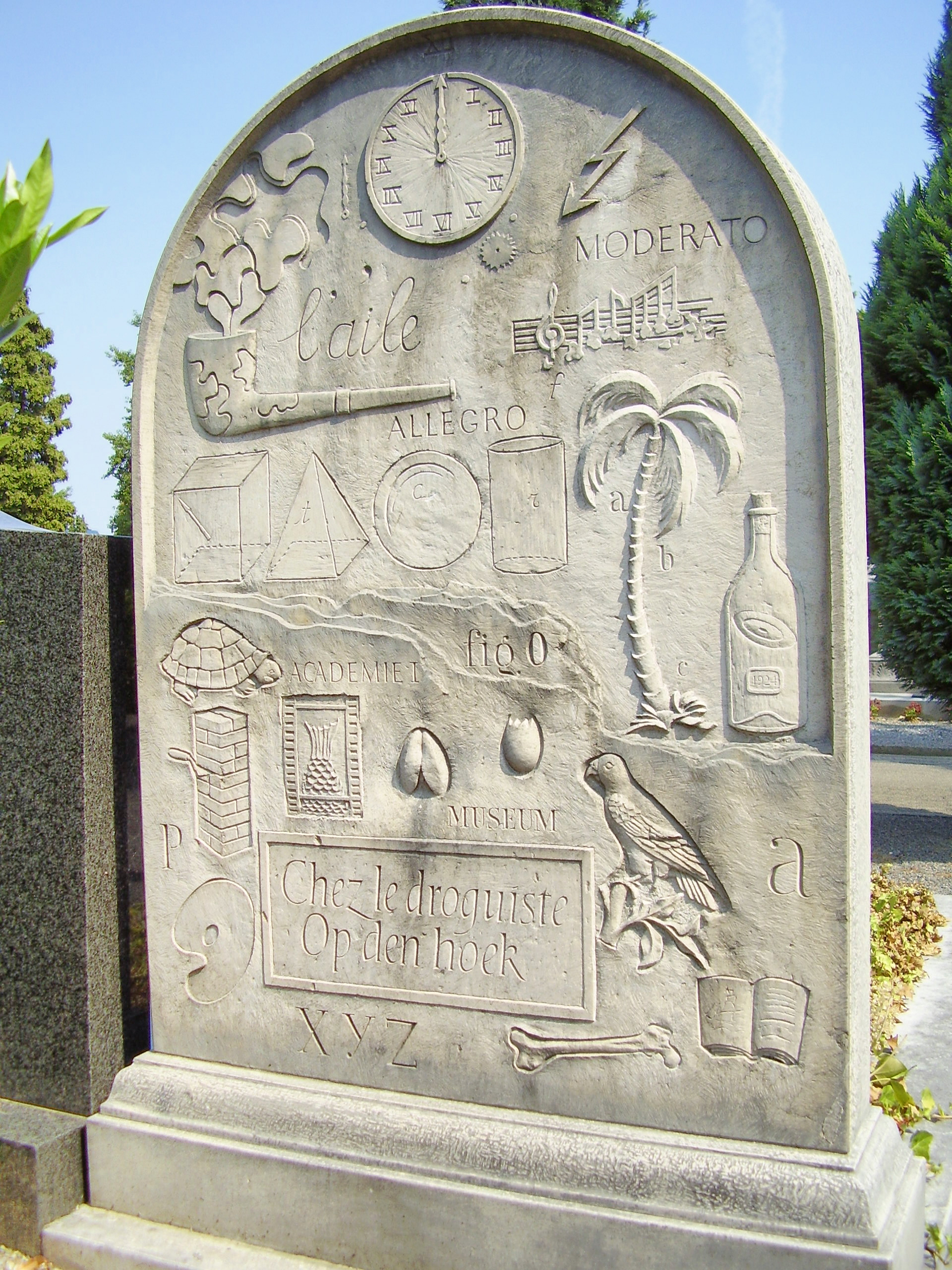
Grafsteen van Marcel Broodthaers

Broodthaers kreeg pas in 'zijn tweede leven' als beeldend kunstenaar erkenning. Het eerste als dichter beschouwde hij als mislukt: de vier gepubliceerde dichtbundels kenden weinig succes. Geïnspireerd door popart-kunstenaars George Segal, Roy Lichtenstein, Jim Dine, Claes Oldenburg en de surrealist René Magritte die hij heel erg bewonderde, stapte hij in 1963 over naar een ander medium, de beeldende kunst. In 1964 ontmoette Broodthaers op een Brussels colloquium de Franse literatuurcriticus Roland Barthes die een grote invloed op zijn werk zou hebben. In datzelfde jaar creëert hij zijn eerste beeldend werk Pense-Bête, een dichtbundel gedompeld in een gipsbad. Deze bundel bevat een tekst "La Moule": "Cette roublarde a évité le moule de la société. Elle s'est coulée dans le sien propre. D'autres, ressemblantes, partagent, avec elle l'anti-mer. Elle est parfaite" ("Deze uitgekookte/slimmerik heeft de mal van de maatschappij vermeden. Zij heeft zich in haar eigen vorm gegoten. Anderen die op haar gelijken, delen met haar de anti-zee. Zij is perfect.") Hierin komt Broodthaers' fascinatie tot uiting voor het verband tussen "mossel" en "mal" (gietvorm), in het Frans allebei "moule" genoemd.  In 1966 komt hij erop terug tijdens een Antwerpse tentoonstelling met een theorema verwijzend naar René Magrittes werk "La trahison des images": "Een mossel verbergt een mal en vice-versa. De pijp van Magritte is de mal van de rookpluim". Zoals in de popart van Andy Warhol en de objectcultus van Marcel Duchamp worden alledaagse, reële objecten (mosselen, bakstenen, eierschalen, flessen, kisten etc.) dragers van zijn poëzie. Door ook woorden, tekstfragmenten, letters en cijfers uit de conventionele context van de taal los te maken en er letterlijk kleur en reliëf aan toe te voegen creëert Broodthaers zelfstandige beelden die een metafoor zijn voor de gedachten van de kunstenaar. Om dit gewenste door metonymie ontstane effect te verkrijgen experimenteerde Broodthaers vaak met paginaopmaak (lay-out), typografische accentuering, woordspelingen, rebussen en plaquettes (vb. straatnaamborden).
Daarna maakt hij werken als "Grote snoepbokaal" (1965), "Rode mosselen in de pot" (1965), "Eierschalen met speld" (1965) en "Spiegel, witte omlijsting met eieren" (1966-1967) die vrij vlug een plaats vonden in de Kunstverzameling Alla en Bénédict Goldschmidt.
Ondanks alles is Broodthaers toch een literair denkend kunstenaar gebleven zoals blijkt uit zijn werk "MUSEUM enfants non admis" (MUSEUM kinderen niet toegelaten) uit 1968-69. Met humor, poëzie en een kritische blik onderzoekt hij het functioneren van kunst in verschillende contexten. Zijn werk geldt in veel opzichten als richtinggevend voor de ontwikkeling van de beeldende kunst van de jaren 80 en 90 van de 20e eeuw.
In 2016 greep er een retrospective van Broodthaers' werk plaats in het MoMA te New York met onder meer een tachtigtal werken van de in 2011 aangekochte Collection Daled. In toonaangevende kunsttijdschriften rekende men toen Broodthaers tot een van de invloedrijkste Europese dichters-kunstenaars van de 20ste eeuw en dat heel wat Amerikaanse kunstenaars die vandaag toonaangevend zijn, iets hebben van de subversieve geest van Broodthaers. Ook wees men op het raadselachtige van zijn werk dat een zekere tristesse en de ontgoocheling over de tijd waarin hij leefde weerspiegelt. Christophe Cherix, de curator van deze tentoonstelling, vond Broodthaers' werk zo boeiend omdat het over het kunstbedrijf zelf gaat.

## Broodthaerskabinet te Gent
Onder impuls van de vroegere conservator Jan Hoet verzamelde het Gentse S.M.A.K. in de loop der jaren een reeks sleutelwerken van Broodthaers, waaronder De grote mosselpot (Grande casserole de moules), Miroir d'Epoque Regency en 289 eierschalen (289 coquilles d'oeufs). Het museum beheert een uitgebreid archief met affiches, boekjes, foto's en brieven van de kunstenaar. In maart 2006 verwierf het museum in voortdurende bruikleen het sleutelwerk Pense-Bête, zijn in plaaster gedrenkte onverkochte dichtbundels. Met dit eerste beeldend werk uit 1964 brak de kunstenaar met zijn literaire carrière en startte zijn activiteit als beeldend kunstenaar.
Het museum presenteerde in 2011 het plan een Broodthaerskabinet in te richten, in de vorm van een zaal waar het werk van deze invloedrijke Belgische kunstenaar permanent te zien is. In het kabinet op de benedenverdieping dat uitziet op de Floraliënhal toont men alle werken uit eigen bezit: aan de muren, in vitrines of geprojecteerd op beeldschermen. Het S.M.A.K. wil zich op deze wijze profileren met deze speelse conceptualist zoals het Koninklijk Museum voor Schone Kunsten te Brussel dat gedaan heeft met René Magritte.

## Werk in openbare collecties (selectie)
- S.M.A.K., Gent
- Bonnefantenmuseum, Maastricht (17 werken, waaronder de installatie L'Entrée de l'Exposition uit 1974)[6]
- Van Abbemuseum, Eindhoven
- MoMA, New York

## Tentoonstellingen (selectie)
- 1964 Galérie Saint-Laurent, Brussel
- 1965 Palais des Beaux-Arts, Brussel
- 1966 Wide White Space Gallery, Antwerpen
- 1972 Kunsthalle Düsseldorf, Dusseldorf
- 1972 documenta 5, Kassel
- 1974 Palais des Beaux-Arts, Brussel
- 1980 Museum Ludwig, Keulen
- 1980 Tate Gallery Londen
- 1982 documenta 7, Kassel
- 1981 Museum Boijmans Van Beuningen, Rotterdam
- 1984 Von hier aus – Zwei Monate neue deutsche Kunst, Messe Düsseldorf, Düsseldorf
- 1989 Walker Art Center, Minneapolis
- 1991 Galerie nationale du Jeu de Paume, Parijs
- 1995 Kunstmuseum Bonn, Bonn
- 1997 Centro Galego de Arte Contemporánea, Santiago de Compostela
- 2011 Het Broodthaerskabinet, S.M.A.K., Gent[7]
- 2015 Fridericianum, Kassel
- 2016 MoMa, New York
- 2016 Museo Nacional Centro de Arte Reina Sofia, Madrid
- 2018 Garage Museum of Contemporary Art, Moskou
- 2019 Soleil Politique, M HKA, Antwerpen[8]
- 2021 Industriële gedichten, open brieven, werken uit 1968-1972 in museum WIELS, Brussel

## Trivia
- In het stripalbum De babbelpil van Jommeke zoekt Jan Haring naar een geschenk voor gravin Elodie. Uiteindelijk verkiest hij een mosselpot, want dat heeft iets kunstigs, iets artistieks. Een knipoog naar het conceptuele kunstwerk van Marcel Broodthaers.
- In 2005 eindigde Broodthaers op nr. 97 tijdens de verkiezing van De Grootste Belg.

## Fotogalerij

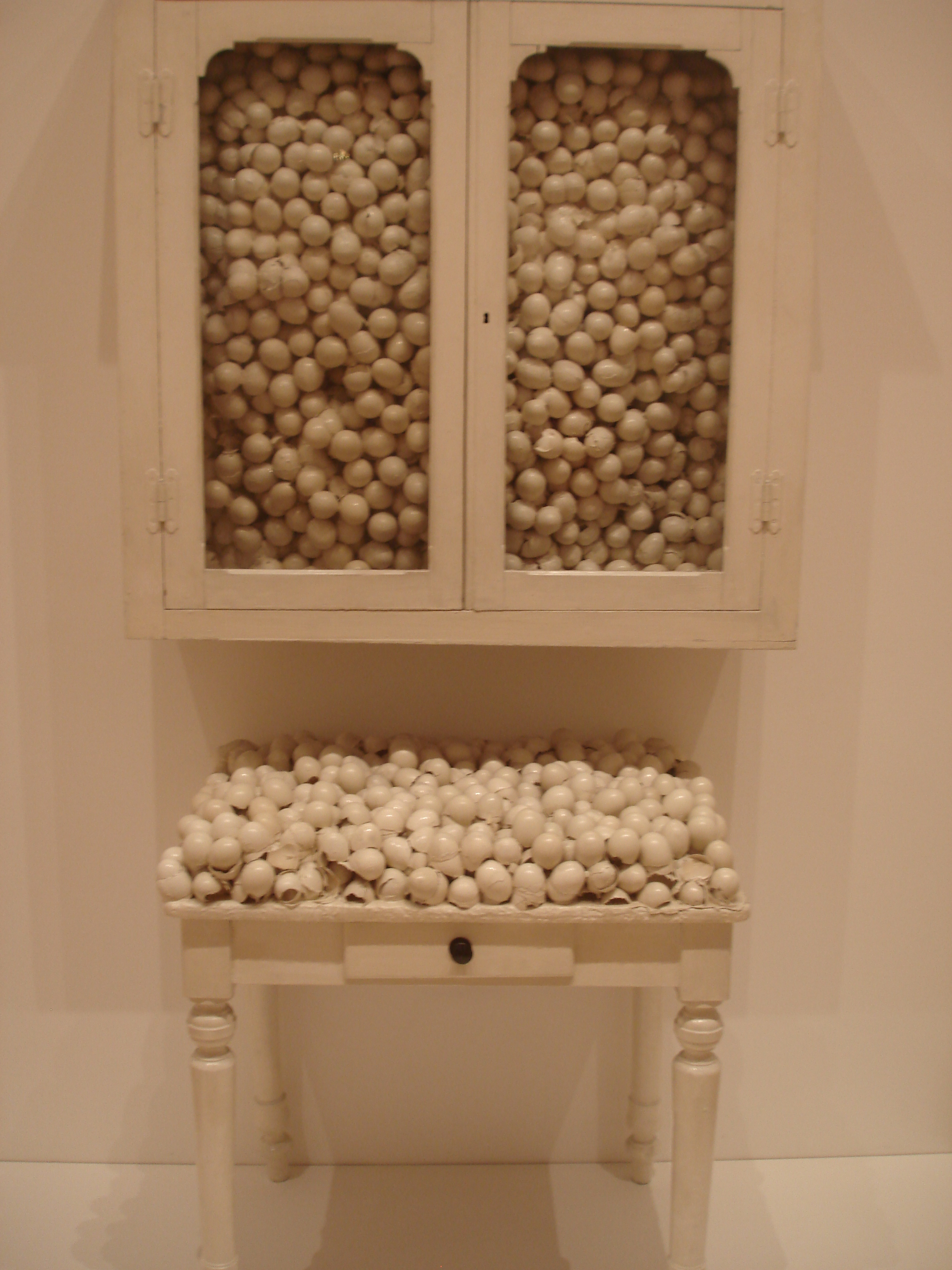
Armoire Blanche et Table Blanche (1965) in het MoMa, New York.
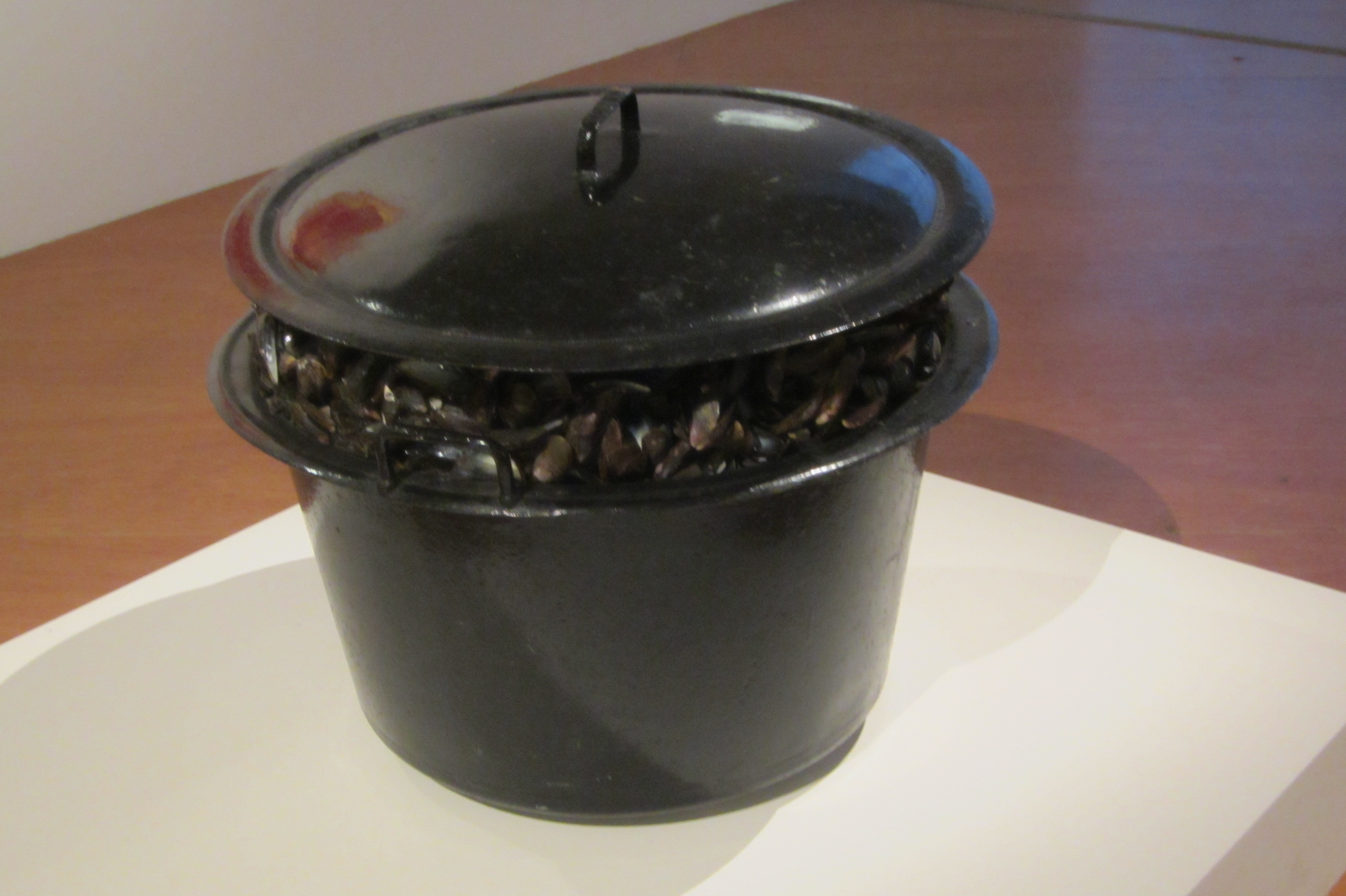
Grande Casserole de Moules (1966), in SMAK, Gent.
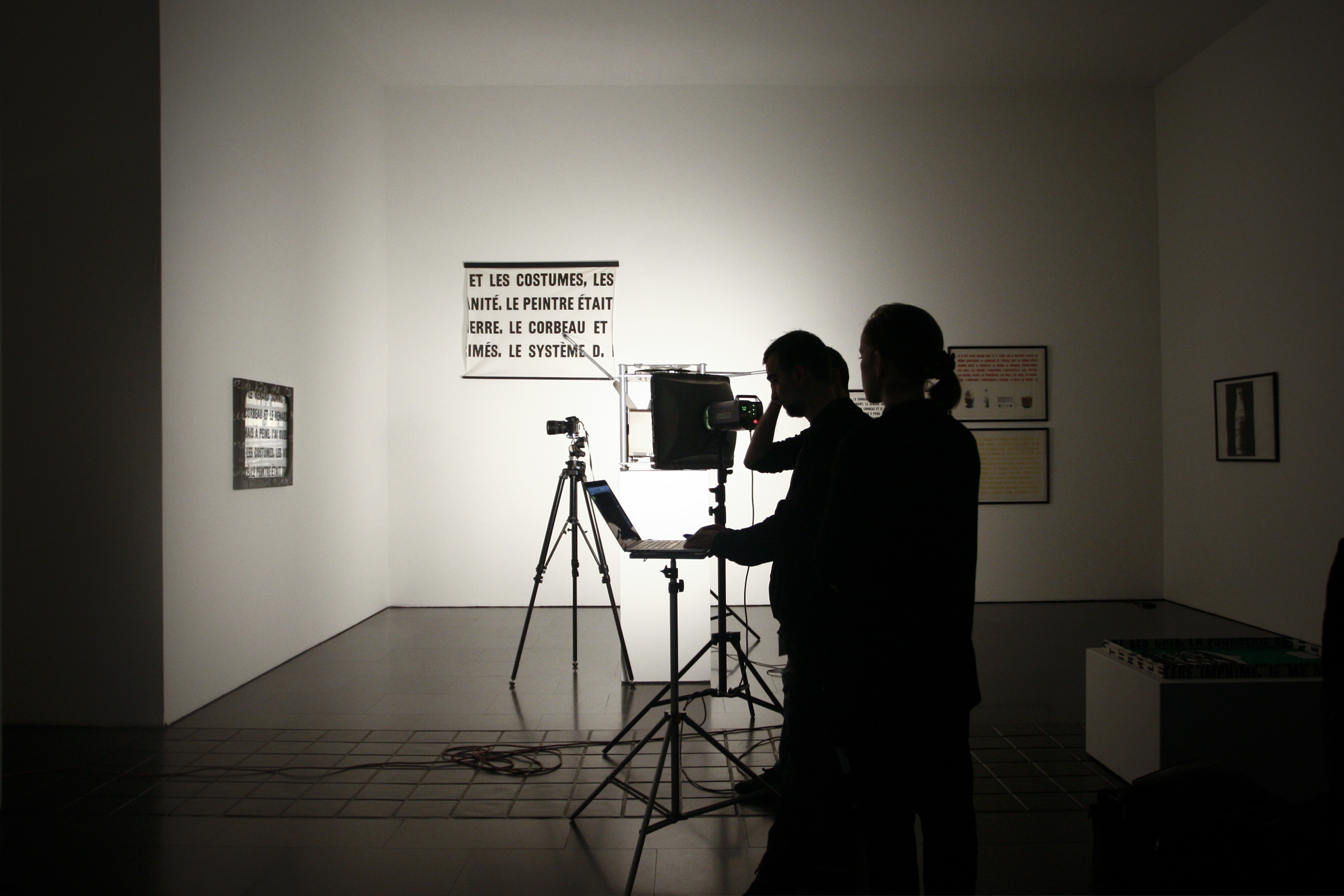
Fotoshoot van Le Courbeau et le Renard (2015) in MACBA, Barcelona.